# BMW-ov toranj
BMW toranj upravna je zgrada bavarskog proizvođača automobila - BMW-a. Također, u Njemačkoj je zgrada poznata pod nazivom BMW-Vierzylinder; odnosno BMW četiri-cilindra, zbog njenog izgleda. Sama zgrada je više od 30 godina BMW-ovo sjedište te je 1999. proglašena povijesnom. 2004. na njoj je započeo proces obnavljanja, koji je dovršen 2006.

## Koncept i izgradnja
Gradnja tornja trajala je od 1968. do 1972. Zgrada je dovršena točno na vrijeme, netom prije početka Olimpijskih igara u Münchenu 1972. Svečano otvaranje uslijedilo je 18. svibnja 1973. godine.
Zgrada je visoka 101 metar te se nalazi u neposrednoj blizini Olimpijskog sela, te se često spominje kao jedan od najznačajnijih primjera arhitekture u Münchenu.
Veliki "katedralni eksterijer" ima svrhu imitacije automobilske gume, dok s izgrađenom garažom izgleda poput glave cilindra.
Oba objekta dizajnirao je austrijski arhitekt Karl Schwanzer.
Glavni toranj sastoji se od četiri vertikalna "cilindra", koji su dizajnirani da budu jedan ispred drugog. Svaki cilindar "podijeljen" je vodoravno u centralni "kalup" u pročelju. Arhitektonske cilindre "drži" centralni potporni toranj.
Tijekom gradnje, pojedini katovi tornja izgrađeni su na tlu, te kasnije dizalicom podignuti i sastavljeni u toranj. Toranj je promjera 52,3 m (171 stopa) i visine 101 metar (331 stopa). Zgrada se sastoji od 22 kata, od čega njih 18 služi kao uredski prostor tvrtke BMW, a dva se koriste kao podrumi.
Svi katovi tornja zajedno imaju veličinu od 72.000 četvornih metara.

## Popularna kultura
Za vrijeme Olimpijade u Münchenu 1972., BMW-ov logotip je uklonjen s tornja kako bi se izbjeglo nepoželjno reklamiranje tvrtke. Također, tokom snimanja američkog filma Rollerball 1975. u Münchenu, isto je maknut logotip tvrtke. Umjesto njega, stavljen je logotip s velikim naranđastim krugovima bio zaštitni znak fiktivne energetske korporacije iz budućnosti, koja se pojavljuje u filmu.

## BMW kampus
BMW muzej smješten je tik uz toranj. U njemu se nalaze svi povijesni i važni modeli ovog bavarskog proizvođača automobila. Na suprotnoj strani ceste nalazi se zgrada BMW Svijet (njem. BMW Welt) u kojoj su predstavljeni trenutni modeli BMW-a te ta zgrada djeluje kao distributivni centar. Bmw Welt otvoren je 17. listopada 2007.

## Galerija slika
- BMW-ov toranj iz daljine

## Vidjeti također
- BMW

## Vanjske poveznice
- http://www.7-forum.com/modelle/bmw_hochhaus.php
- Bavarske povijesne zgrade i monumenti na Službenim web stranicama Bavarske